# Oswaldo de Oliveira (político)
Oswaldo de Oliveira (Entre Rios, 6 de maio de 1888 — Canoinhas, 5 de setembro de 1952) foi um médico e político brasileiro.
Filho de Joaquim Rodrigues de Oliveira e de Maria Ramos de Oliveira. Casou com Maria Consuelo Costa de Oliveira, consórcio do qual nasceram, entre outros, Fernando Oswaldo de Oliveira.
Formado em medicina pela Faculdade de Medicina da Bahia, em 1911.
Foi deputado à Assembleia Legislativa de Santa Catarina na 10ª legislatura (1919 — 1921) e na 12ª legislatura (1925 — 1927).
Foi prefeito municipal de Canoinhas (1926 — 1930).